# زمین سیاه (فیلم)
زمین سیاه (آلمانی: Schwarze Erde) فیلمی صامت به کارگردانی فرانتس هوفر محصول سال ۱۹۲۳ کشور آلمان است.